# Maricopa Colony, Arizona
Maricopa Colony je naseljeno područje za statističke svrhe u američkoj saveznoj državi Arizona. Prema popisu stanovništva iz 2010. u njemu je živjelo 709 stanovnika.